# Francesco Casisa
Francesco Casisa (Monreale, 27 de marzo de 1943 - Terni, 18 de febrero de 2014) fue un entrenador y jugador de fútbol italiano que jugaba en la demarcación de centrocampista.

## Biografía
Hizo su debut como futbolista en 1961 a los 18 años de edad con el US Città di Palermo. Tras jugar un partido en toda una temporada que estuvo en el club, Casisa se fue traspasado al AC Nuova Valdagno para los dos próximos años, donde marcó sus dos primeros goles como futbolista. Tras un breve paso por el US Salernitana 1919, fichó por el Trapani Calcio durante otros dos años. También jugó en el AS Bari, Ternana Calcio, SS Lazio, Casertana FC, AC Sangiovannese 1927 y finalmente de nuevo en el Trapani Calcio, donde se retiró como futbolista en 1975 a los 32 años de edad.
Falleció el 18 de febrero de 2014 en la ciudad de Terni a los 70 años de edad.

## Clubes

### Como futbolista
| Club                  | País   | Año         | Partidos | Goles |
| --------------------- | ------ | ----------- | -------- | ----- |
| US Città di Palermo   | Italia | 1961 - 1962 | 1        | 0     |
| AC Nuova Valdagno     | Italia | 1962 - 1964 | 59       | 2     |
| US Salernitana 1919   | Italia | 1964 - 1965 | 2        | 0     |
| Trapani Calcio        | Italia | 1965 - 1967 | 68       | 2     |
| AS Bari               | Italia | 1967 - 1968 | 16       | 1     |
| Ternana Calcio        | Italia | 1968 - 1969 | 39       | 2     |
| SS Lazio              | Italia | 1969 - 1970 | 5        | 0     |
| Casertana FC          | Italia | 1970 - 1971 | 30       | 0     |
| AC Sangiovannese 1927 | Italia | 1971 - 1972 | 35       | 1     |
| Trapani Calcio        | Italia | 1972 - 1975 | 106      | 4     |

### Como entrenador
| Club         | País   | Año         |
| ------------ | ------ | ----------- |
| ASD Nissa FC | Italia | 1979 - 1980 |